# Koninklijke Nederlandse Algemene Schermbond
De Koninklijke Nederlandse Algemene Schermbond (KNAS) is de sportbond die gaat over het schermen in Nederland. De bond is opgericht op 1 februari 1908, waardoor de bond behoort tot de oudste bonden van de wereld. Oorspronkelijk luidde de naam van de bond Nederlandsche Amateur Schermbond, maar deze werd in 1923 na het verleend krijgen van het predicaat 'koninklijk' veranderd in het huidige "Koninklijke Nederlandse Algemene Schermbond".

## Aantallen
| Jaar | Leden | Verenigingen |
| ---- | ----- | ------------ |
| 2024 | ~2850 | 64           |
| 2023 | 2898  | 64           |
| 2022 | 2763  | 65           |
| 2021 | 2521  | 66           |
| 2020 | 2658  | 68           |
| 2019 | 3030  | 67           |
| 2018 | 3093  | 71           |
| 2017 | 3221  | 72           |
| 2016 | 3111  | 73           |
| 2015 | 3079  | 75           |
| 2014 | 3086  | 72           |
| 2013 | 3156  | 71           |
| 2012 | 2996  | 70           |
| 2011 | 2760  | 72           |
| 2010 | 2545  | 69           |
| 2009 | 2604  | 70           |
| 2008 | 2539  | 72           |

## Initiatieven
De KNAS organiseert samen met verenigingen elk jaar de Nederlandse Kampioenschappen, meerdere Jeugdpuntentoernooien (toernooi voor beginnende jeugdschermers) en de Jeugd Equipecompetitie (teamschermen voor beginnende jeugdschermers). Ook heeft de KNAS een 'Witte Vlekkenplan'. Dat plan is erop gericht om meer mensen aan het schermen te krijgen en meer verenigingen te krijgen op plekken waar er weinig zijn.